# ノールノルゲ
北部地域（ブークモール: Nord-Norge/ニーノシュク: Nord-Noreg/サーミ語: Davvi-Norga）はノルウェー最北部の地域で、本土面積の35%を占める。最大都市はトロムソ。
この地域は白夜とオーロラで知られている。更に北のスヴァールバル諸島は伝統的にこの地域に含まれない。多文化地域で、ノルウェー人以外にも、先住民のサーミ人やフィン人(クヴェン人)、ロシア人が暮らす。ノルウェー語が代表的だが、フィンマルク県東部の一部の村でフィンランド語が用いられる。

## 地理

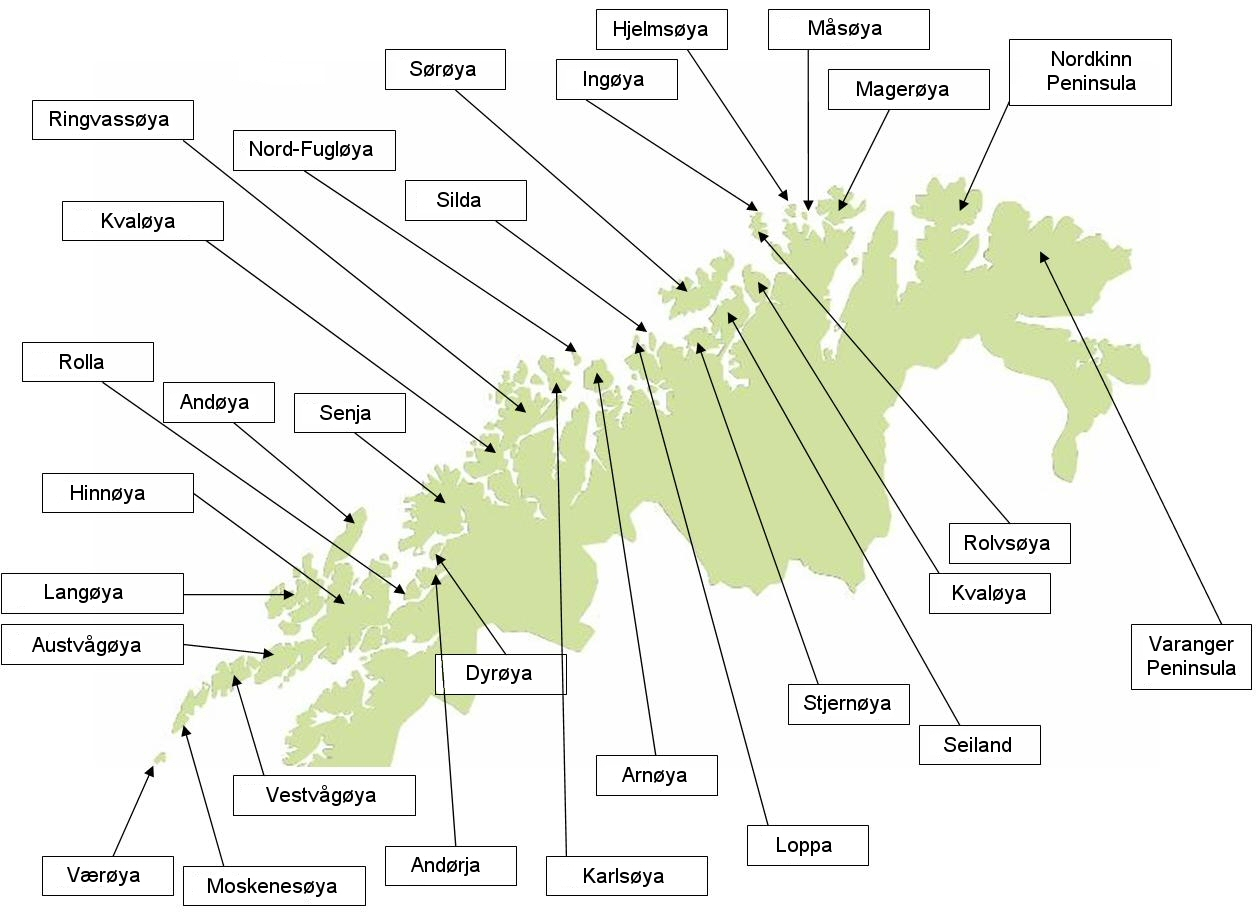
北部地域の島々

北部地域はノルウェー本土の面積の35%を占める。南端は大凡北極圏の南部で、ヘルゲランと呼ばれる。海岸沿いには多くの小島が点在し、トルガッテンやサンドネショエン近郊の7姉妹島等がよく知られている。内陸部は濃い欧州唐檜の森に覆われ、スウェーデン国境には山脈が聳える。ヴェフスナ川とラネルバ川が特に大きい。モー・イ・ラーナの南のオクスティンダン山脈のオクスコルテン山が標高1915mで最も高い。
サルトフェレトとスヴァルティセン氷河がヘルゲランとサルテン地域を分ける。サルテンの有名な山には、ボードー近郊のボルヴァッスティンダンや、ファウスケ近郊のスリスコンゲン(1907m)、ステイガルティンダン、ファリク・ハマロイティンデンが有る。サルトフェレトとフィンマルク県東部の間では欧州唐檜が植樹され、約80年で収穫を迎える。

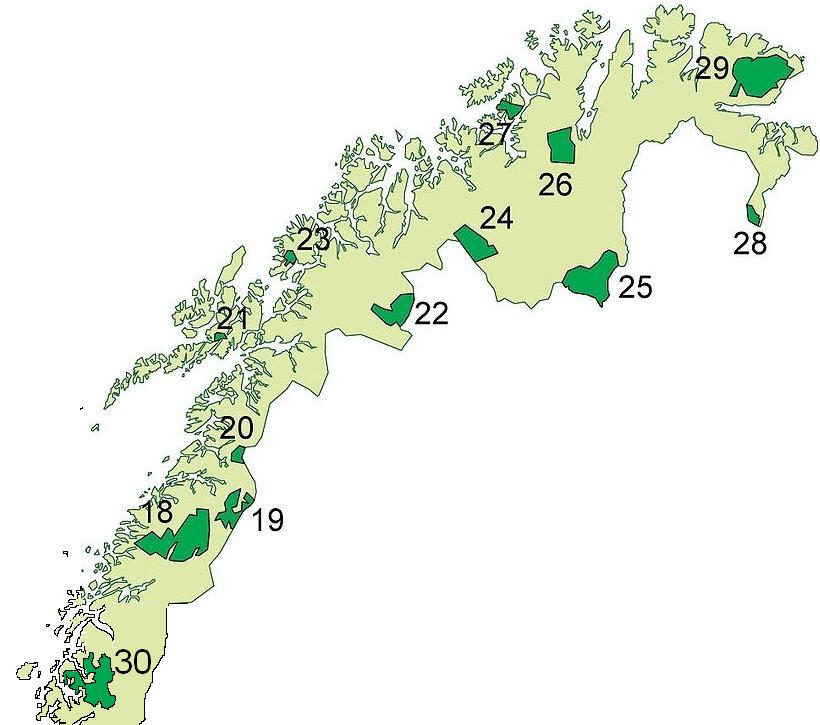
北部地域の国立公園。ロムスダル・ヴィステン国立公園(N0.30)は2009年5月に設立された。

ロフォーテン諸島の山々は海から突き出ている。海岸の山脈の内側には羊の飼育に適した平野が広がり、一部の土は海藻から出来ている。ベステローデン諸島には大小様々な島と多様な景観が広がっている。内陸側のオフォテン地区では、フィヨルドの他にも標高1894mのストルステインフェレトや国の山であるステティンドが聳えている。フロスティセンやブライセン等の氷河も有る。
トロムス県はその緯度に対して緑が多い。内陸の水路とフィヨルド沿いにカバノキの森が広がり、更に奥には松の森とマルセルヴァ川やレイサエリャ川と高地が広がる。センジャやクヴァロヤ、リンギャッソヤのような大きな島は緑の森を持つが、小さな島は荒地と山がちの海岸線が伸びる。リンゲン・アルプスは県最高の1833mを誇る。ノルドレイサのモリス滝は県最高の269mを誇る。マルセルヴ滝はノルウェーの「国の滝」である。
フィンマルク県の南西部はフィヨルドと氷河に覆われている。北西部はソロヤ島やセイランド島のような大きな島が特徴である。内陸には高さ300〜400mのフィンマルク高地が広がる。高地にはアルタ・カウトケイノ川やタナ川、多くの湖が有る。この緯度でも、内陸低地には松が自生する。ホニングスヴォーグの東には島が無い。ロシア国境地域は比較的平坦である。マーゲロイ島のクニフシェロッデンがヨーロッパの北端である。北岬は遥かに交通利便性が高く、人気の観光地である。本土の最北端はノルドキン半島のノルドキン岬である。フィンマルク県はフィンランドの最北部よりも北に在る。東にロシアと196kmの国境を接する。

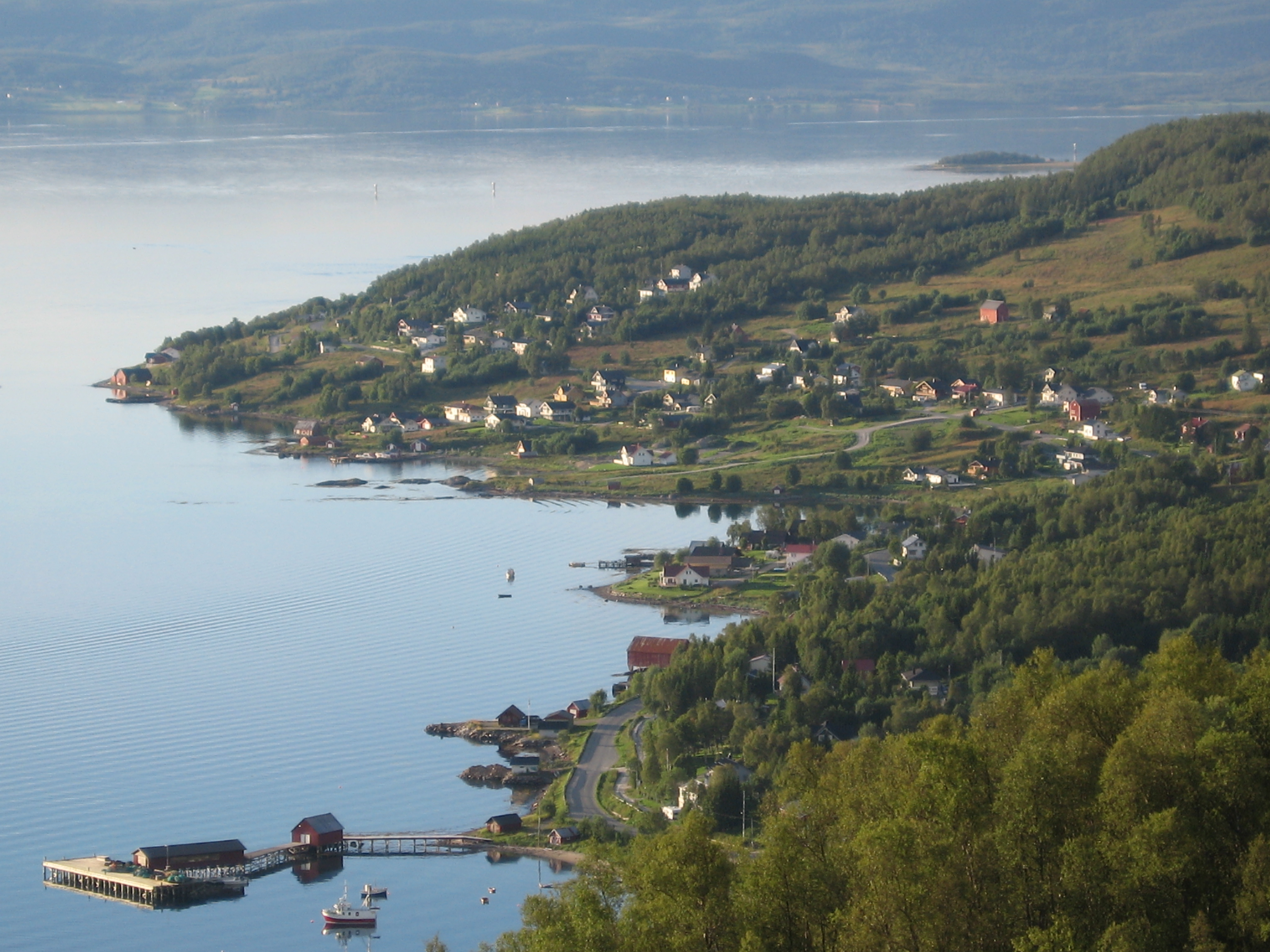
レンヴィク（英語版）の海岸。
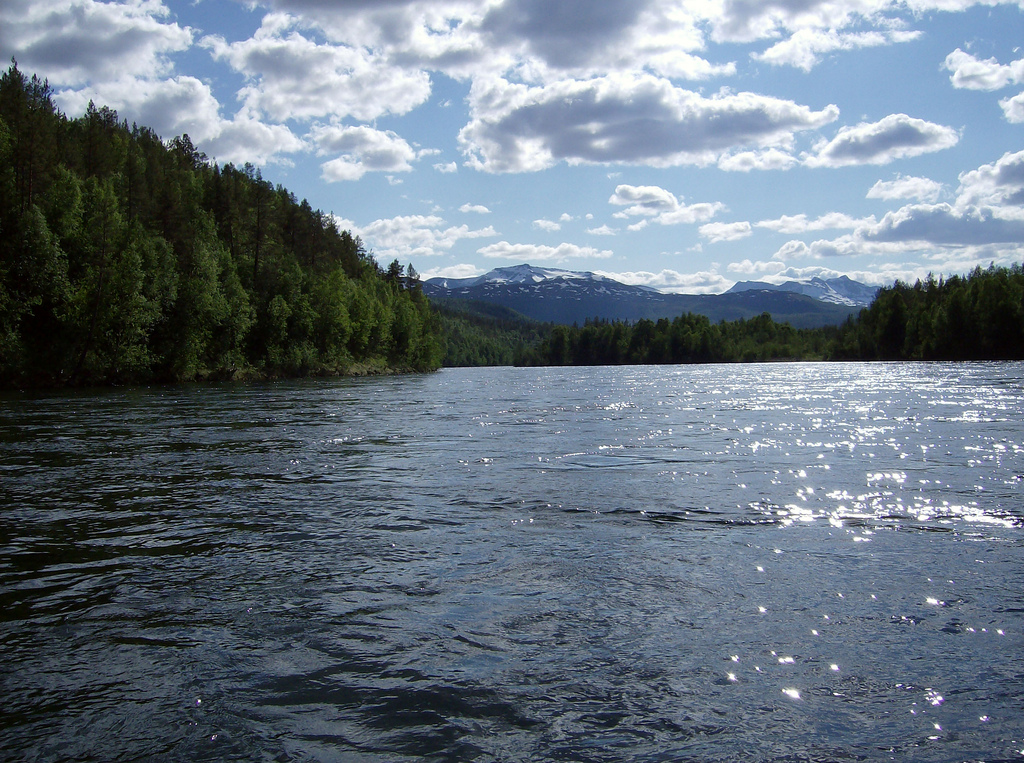
マルセルヴ（英語版）のマルセルヴァ川
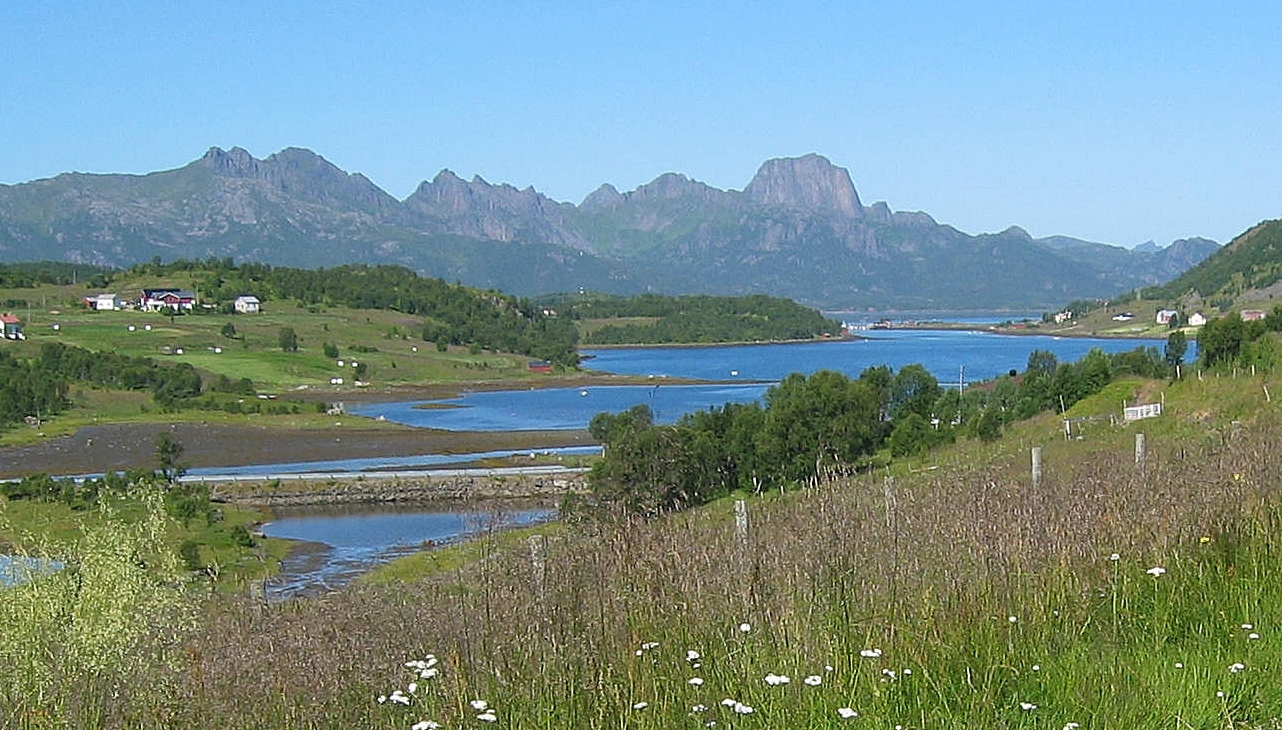
西アレンのソルトランのエイヅ・フィヨルド

## 歴史

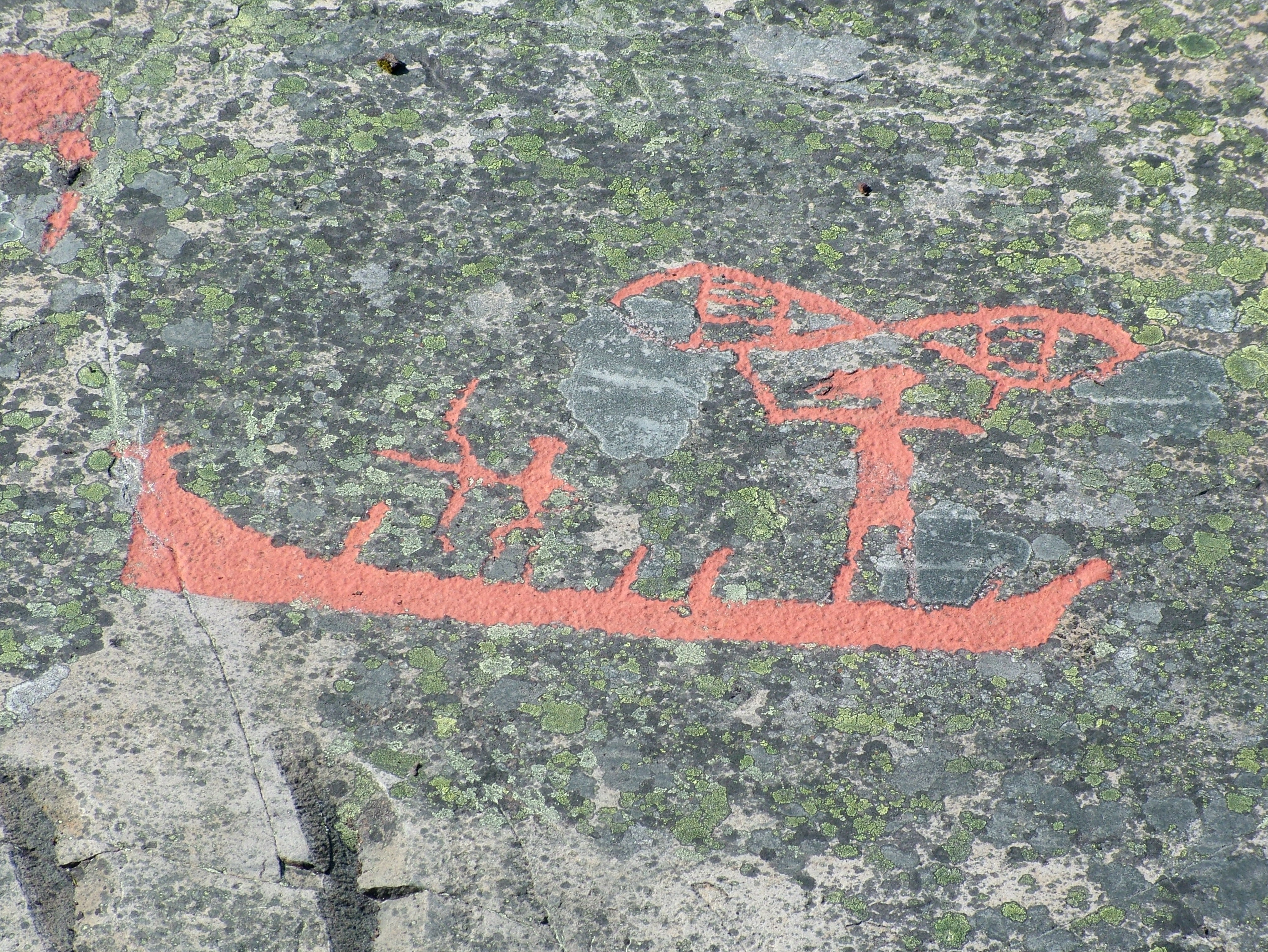
アルタの洞窟壁画

北部地域の最古の文化は、アルタの山の名前から「コムサ文化」と呼ばれる。最初の人類は1.2〜1.3万年前に到着した可能性が有るが、ノルウェー南部とコラ半島のどちらから来たかは分かっていない。石器時代の記録であるアルタのヒェンメルフトの洞窟壁画には、フィヨルドを泳ぎ渡るトナカイが描かれている。タナ川とヴァランゲル氷河の間の地域での発見が多い。石器時代の文化を築いたのがどの民族だったのかは政治的に敏感な問題であるとサーミ人が主張している。金属は紀元前500年頃導入された。

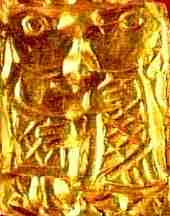
鉄器時代の小さな金の老人。北欧最古の金属工芸である。北部地域のヌールラン県のチェルスンのコングスヴィクで発掘された。

サーミ人の歴史は少なくとも2000年は遡れる。ステイゲンとソムナでは約2500年前の青銅器時代の遺物が発掘された。紀元前10世紀頃の青銅器時代に、ハルスタド近郊のクヴァフョルドで大麦が栽培されていた。 3世紀にはゲルマン人の集落が有った。ゲルマン人はトロムソ以南の沿岸部に住んだ。2つの民族が貿易を行い、民族間結婚も多かった。
ヴァイキング時代には、沿岸部の首長の一部がノルウェー統一に抵抗した。ハロガランのオフゼアの物語がイングランド王によって記録されている。1030年、チョッタのハレクとソリル・フンドは、オーラヴ2世をスティクレシュタッドの戦いで殺害した。この2人は世界の環では重要な指導者と記録されている。オインド・スカルデスピレルは、彼の詩を評価したアイスランド議会によって厚い金の輪が贈られた。その後はノルウェーの中央集権化が進み、南部住民の支配によって北部の首長の権力や富は削がれていった。

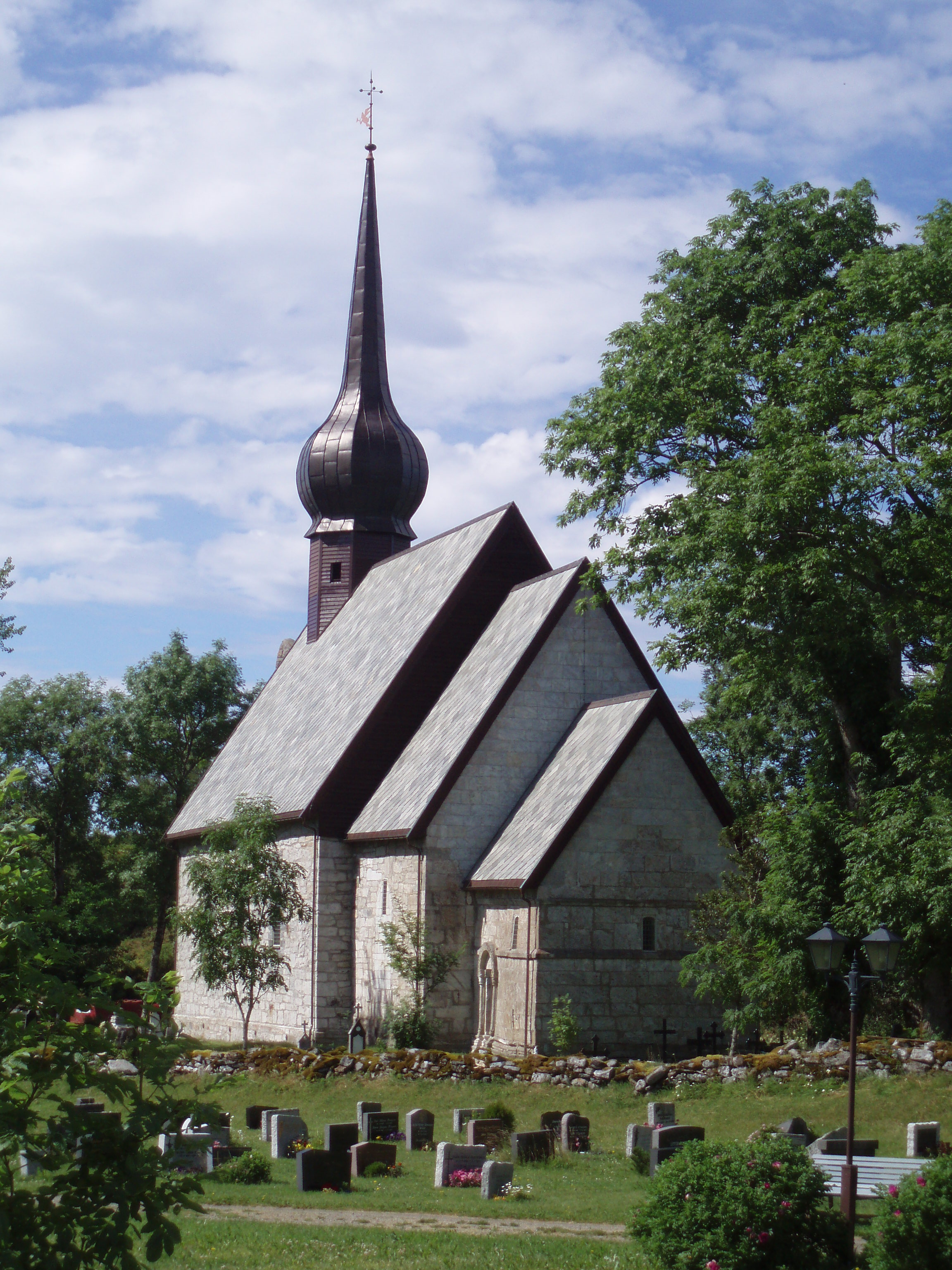
中世のアルスタハウグ教会

中世には、ノルウェー王国の主権をより強固にする為に、当時開拓地で有った北部地域の海岸沿いに教会と要塞が建てられた。1150年時点では、レンヴィク教会が最北の地だった。1252年、トロムソに「ヘアセンスの近くのトロムスの聖マリー教会」が建てられた。カレリア人の襲撃に備えて、小さな城壁も造られた。1307年、ヴァードー教会が現在のフィンマルク県東部に建てられた。最終的に、ノブゴロド公国のカレリア人との国境を明示・防御する為にヴァードフス要塞が建てられた。かつては要塞と教会は同時期に建てられたと考えられていたが、最近の研究では要塞はノブゴロド公国との国境がより確立した1330年代に建てられたと考えられている。同時期に鱈漁が発展した。干鱈はベルゲンを経由してハンザ同盟諸都市に輸出され、北部地域に富をもたらした。これにより、中世に多くの教会芸術が輸入された。15世紀後半まで、ノブゴロド公国と何度も戦争が起きた。

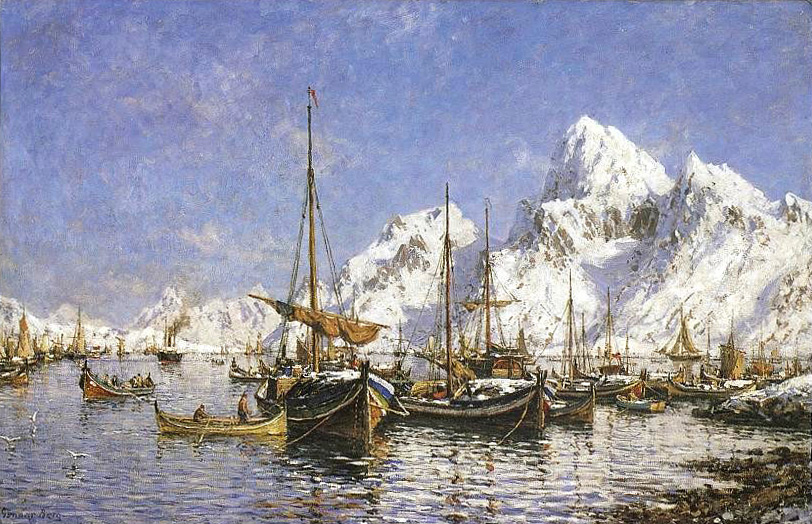
鱈漁は1000年以上この地域の経済を大きく支えて来た。スヴォルヴァール港。(グンナー・ベルグ)

17世紀には魚の価格が下がり、ベルゲンの商人が王の許可を受けて直接魚の貿易を支配するようになった。これにより北部地域の人口は減り貧しくなったが、漁業にあまり頼らないサーミ人の文化が復活した。1700年以降、ロシアのポモールが毎年夏に訪れ、ライ麦と魚を交換するようになった。これはベルゲンの独占貿易を傷付けた。デンマーク＝ノルウェー政府はポモール貿易を縮小しようとしたが、この貿易は北部地域の漁民に取って無くてはならないものだった。1740年代に、フィンランドから北部地域への移民が始まった。彼らは飢えや戦争から逃げて来たと考えられてきたが、近年ではフィンランドの急速な人口増加に伴って、自分達の土地に戻って来たという説も有力である。1789年、ハンマーフェストとヴァードーが自治体になった事で、ベルゲンの独占貿易は終了した。1794年にはトロムソもこれに加わった。ナポレオン戦争でイギリスの妨害が有ったが、北部地域は貿易の主導権を得た事でかつて無い程発展した。1816年、ボードー市が設置された。1833年、ヴァドソー市が設置された。1893年、フッティルーテンの開始によって、南部との交通が改善した。1906年、キルケネスの鉄鉱山の採掘が始まった。
この頃、北部地域の民族多様性が危機を迎えた。1905年、ノルウェーがスウェーデンから独立した事で、政府はノルウェー語のみを話す事を国民に求めるようになり、特に学校が同化政策の道具になった。サーミ語を学校や教会等公共の場所で話すと罰せられるようになった。フィン人は民族統一主義に目覚める事を恐れられ、クヴェン人への同化圧力が高まった。フィンマルク県に土地を買う際は、事前にノルウェー語を話せる事が求められるようになった。
第二次世界大戦で北部地域は大きな影響を受けた。1940年、ノルウェーを含む連合軍は鉄を輸出する戦略的港であるナルヴィクでドイツと戦ったが、連合軍が撤退した事でノルウェーは降伏するしか無くなった。ホーコン7世と政府は北に逃げ、トロムソに3週間避難した。5月27日、ドイツがボードーを空襲した。6月7日、連合軍は北部地域から撤退し、王と政府はイギリスに避難した。

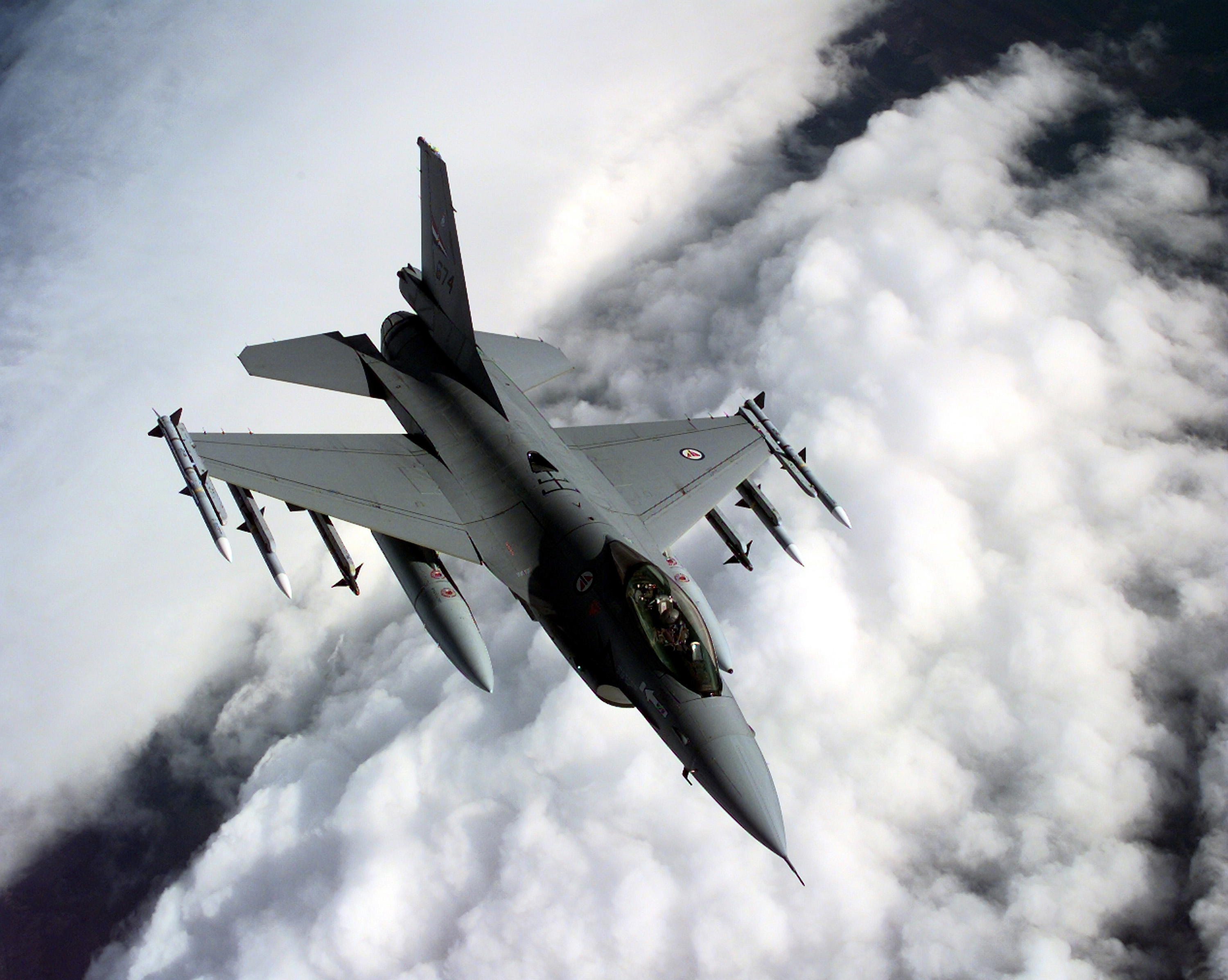
冷戦中ボードーは重要な基地だった。近年では、ノルウェーのF-16はバルカン半島やアフガニスタンに配備された。

1944年、ドイツ国防軍はムルマンスク戦線から撤退を始めた。ドイツはロシア国境とルンゲンの間で焦土作戦を行った。住民は強制退去させられたが、1/3は森に逃げ込んだ。ドイツ軍に見つかった者は殺害された。
戦後復興によって漁業と農業が近代化されたが、南部に比べて発展は小さく貧しかった。1946年、モー・イ・ラーナに巨大な鉄鋼工場が建てられ、北部の発展に貢献した。
1952年、ボードーに空港が造られた。1961年、鉄道がボードーに達した。1964年、トロムソに空港が造られた。1972年、トロムソ大学が開校した。EUの海洋資源政策への大きな抗議運動が起きた。

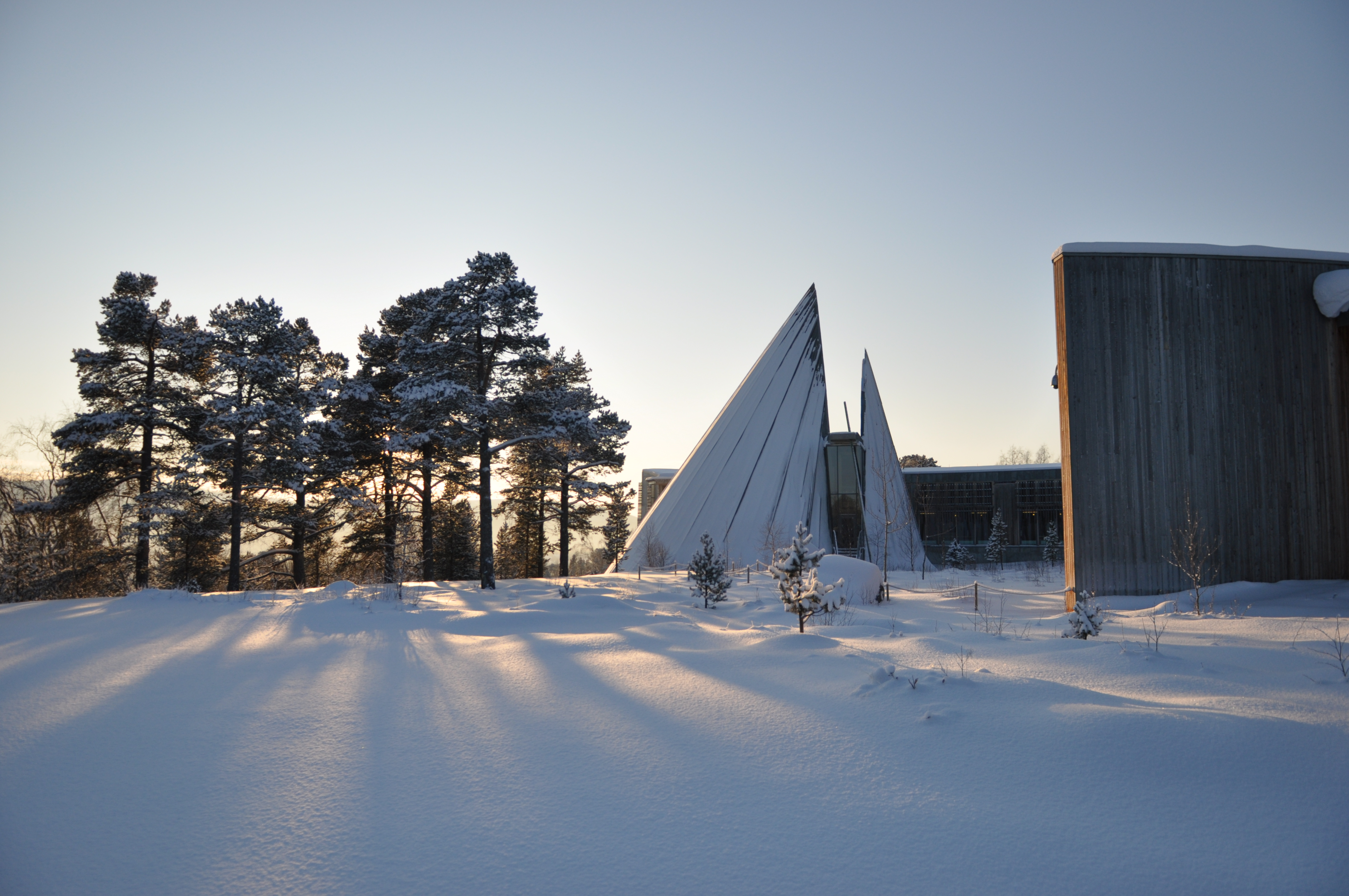
カラショークのサーミ議会

1970年代、サーミ語が学校で教えられるようになった。1979年、サーミ人がアルタの水力発電所建設へのデモを起こした。1989年、サーミ議会が開会した。1994年、再びEUの海洋資源政策への抗議運動が起きた。2005年、フィンマルク県は土地所有権の法律を改正した。ヌールラン県とトロムス県も続いた。
第二次世界大戦以降、南部への移住が進んでいる。高い出生率と外国からの移民によって北部地域の人口は微増したが、南部に比べると増加率は低い。県都のボードー、トロムソ、アルタは周辺よりも増加率が高い。ハンマーフェスト沖の白雪ガス田は北部地域の発展の希望になっている。

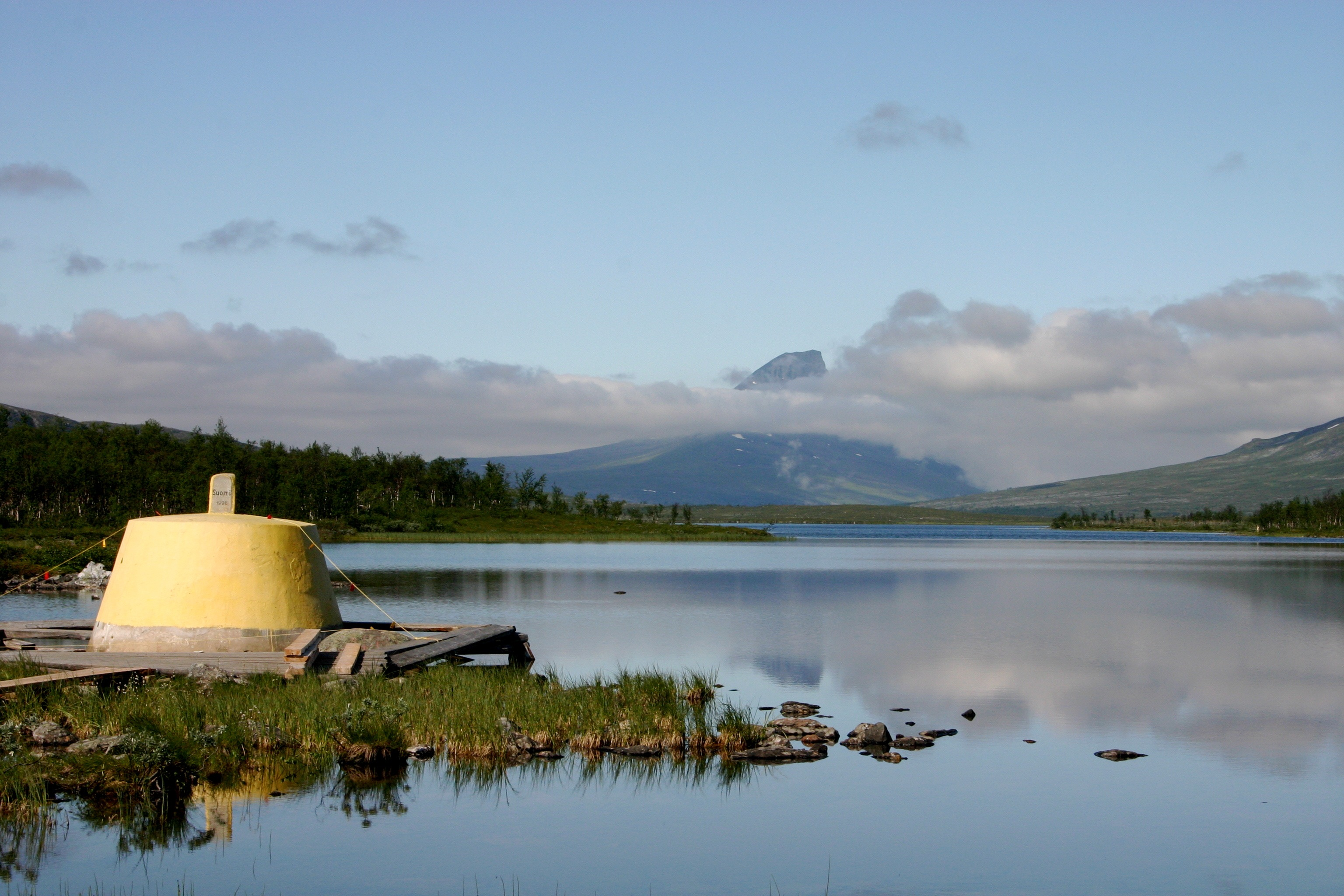
ノルウェー・スウェーデン・フィンランドの三国国境
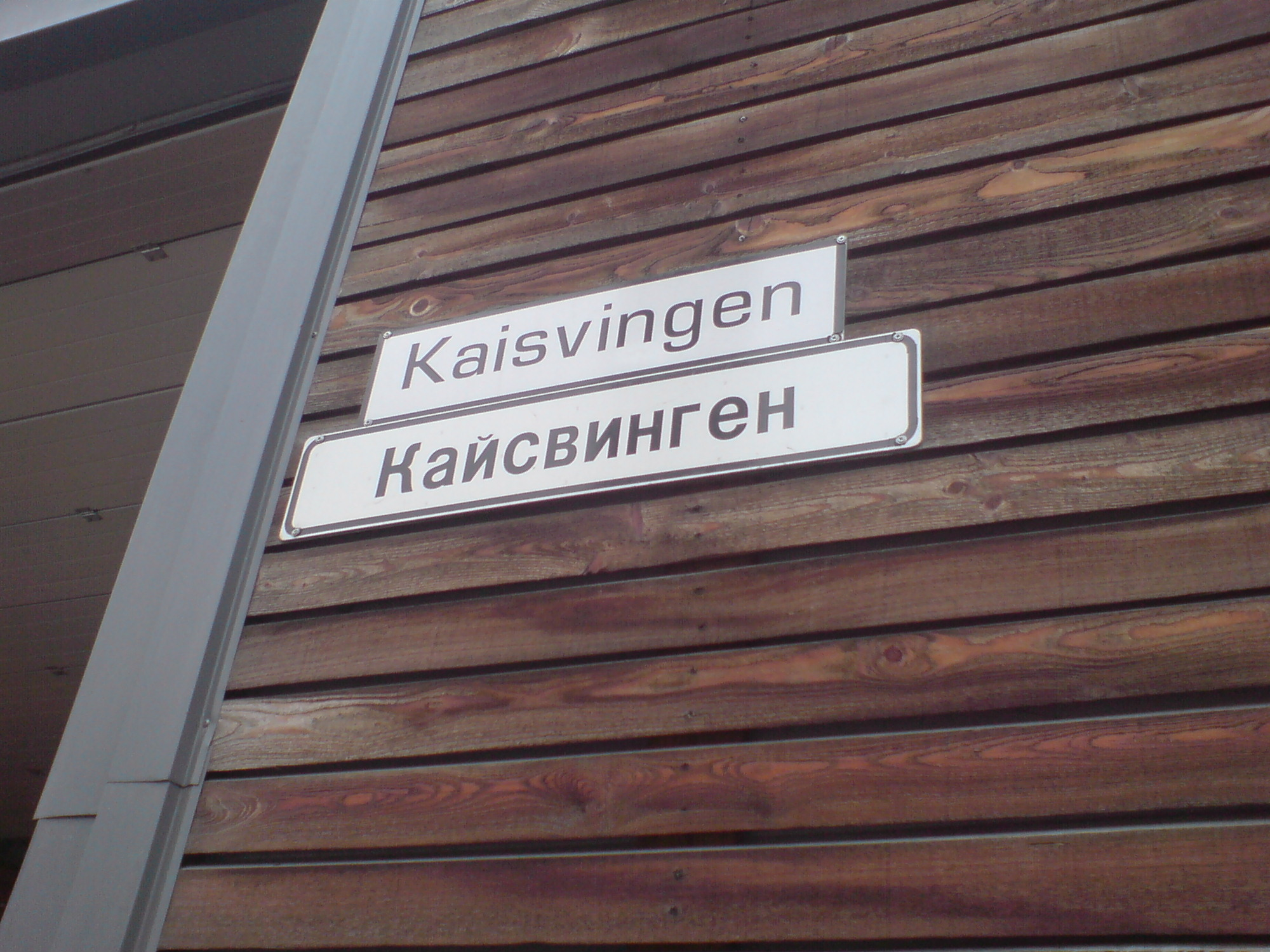
ロシア人が移住・旅行する為にロシア語表記されたキルケネスの看板
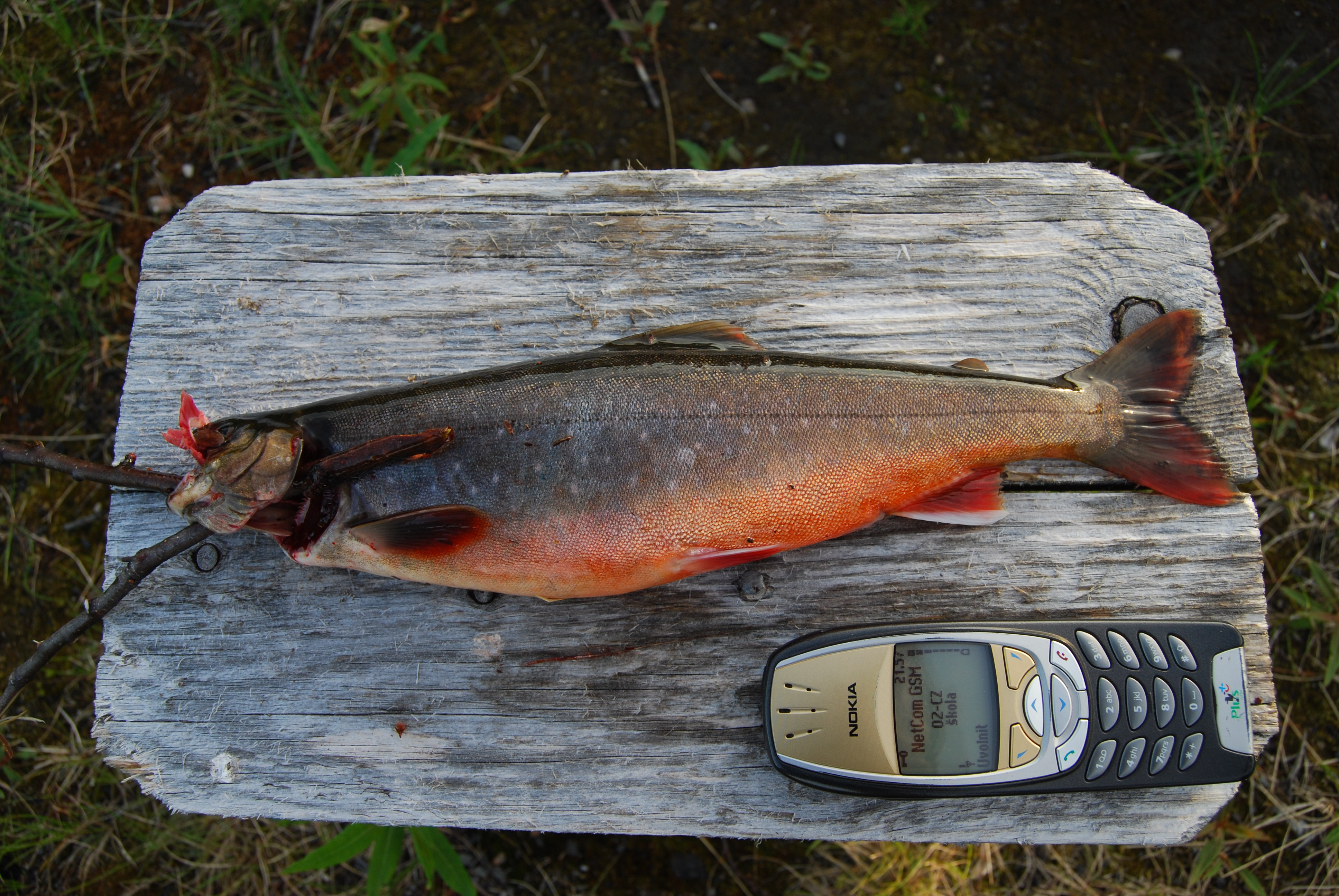
北極岩魚（英語版）は北部地域でのみ海で獲れる。鱒も湖や川でよく採れる。
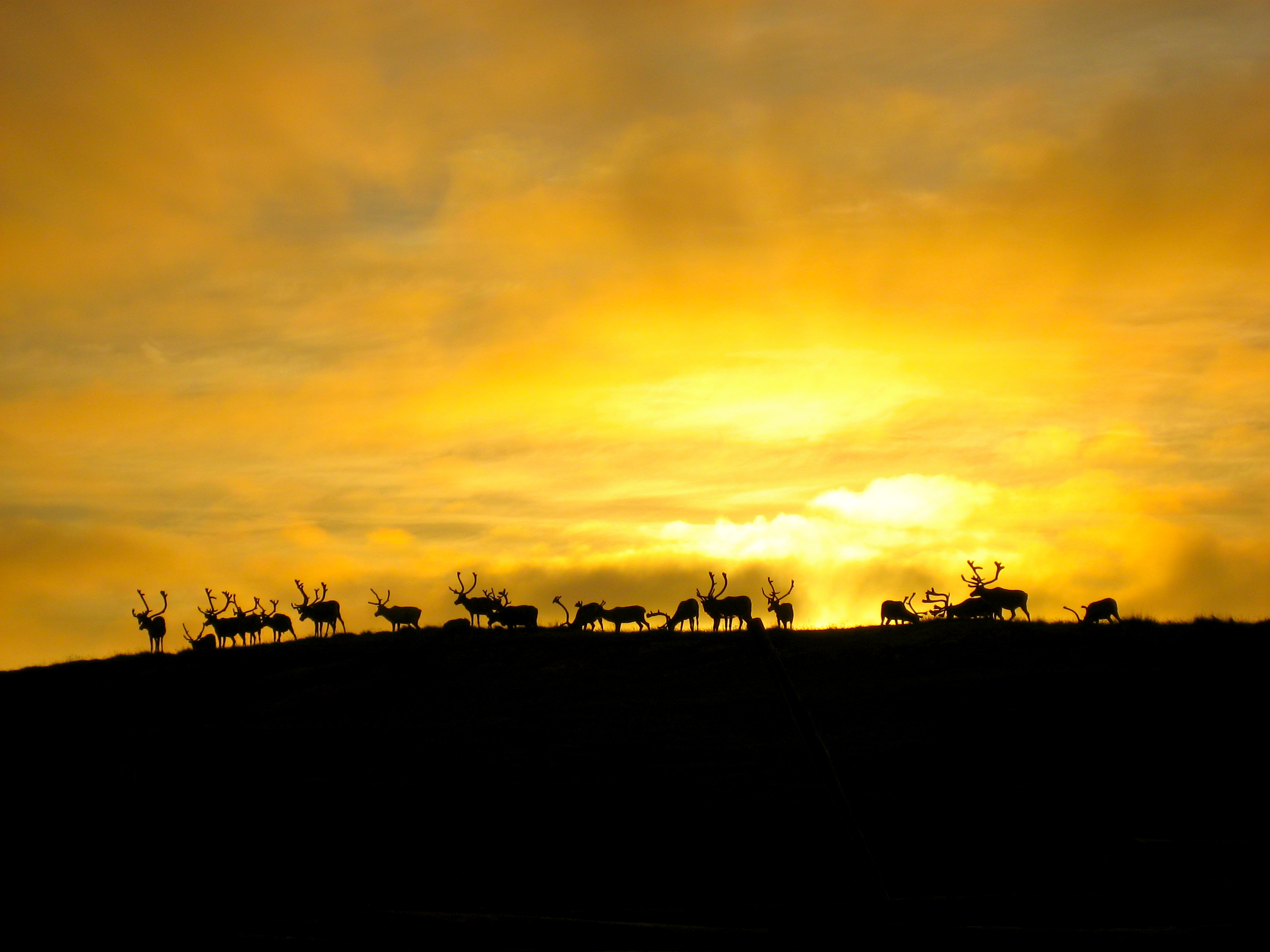
ブゴイネス（英語版）近郊の日没のトナカイ
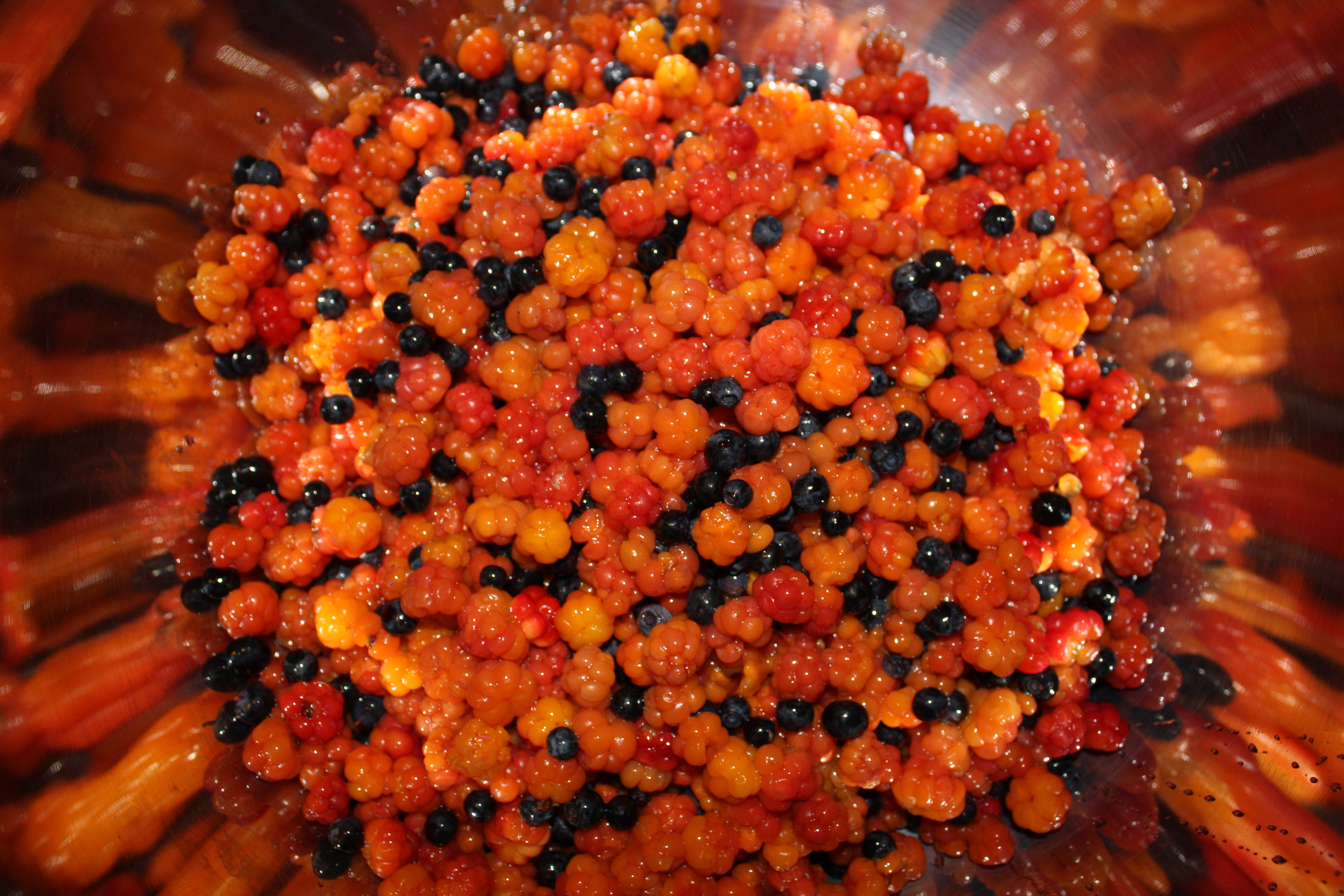
木苺と葡萄

## 気候
北部地域でも南西部と北東部では大きく気候が異なる。フィンマルク県内陸部のフィンマルク高地とトロムス県内陸部の谷は、大陸性気候である。雨が少なく、沿岸部より遥かに冬寒い。 最低気温の記録はカラショクの-51.4℃。最高気温の記録はカウトケイノのシフカジャヴリの34.3℃。

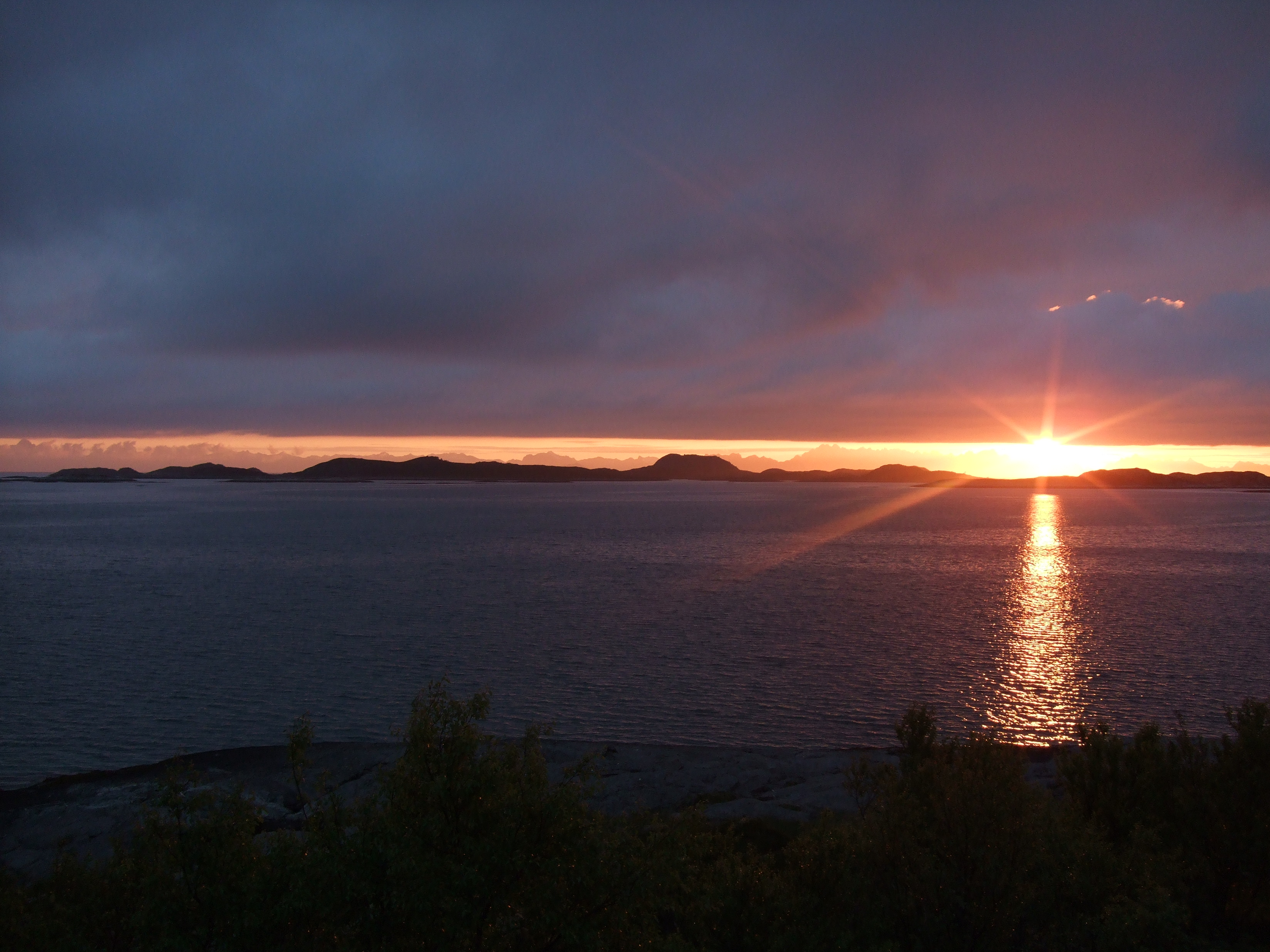
ステイゲン（英語版）の白夜
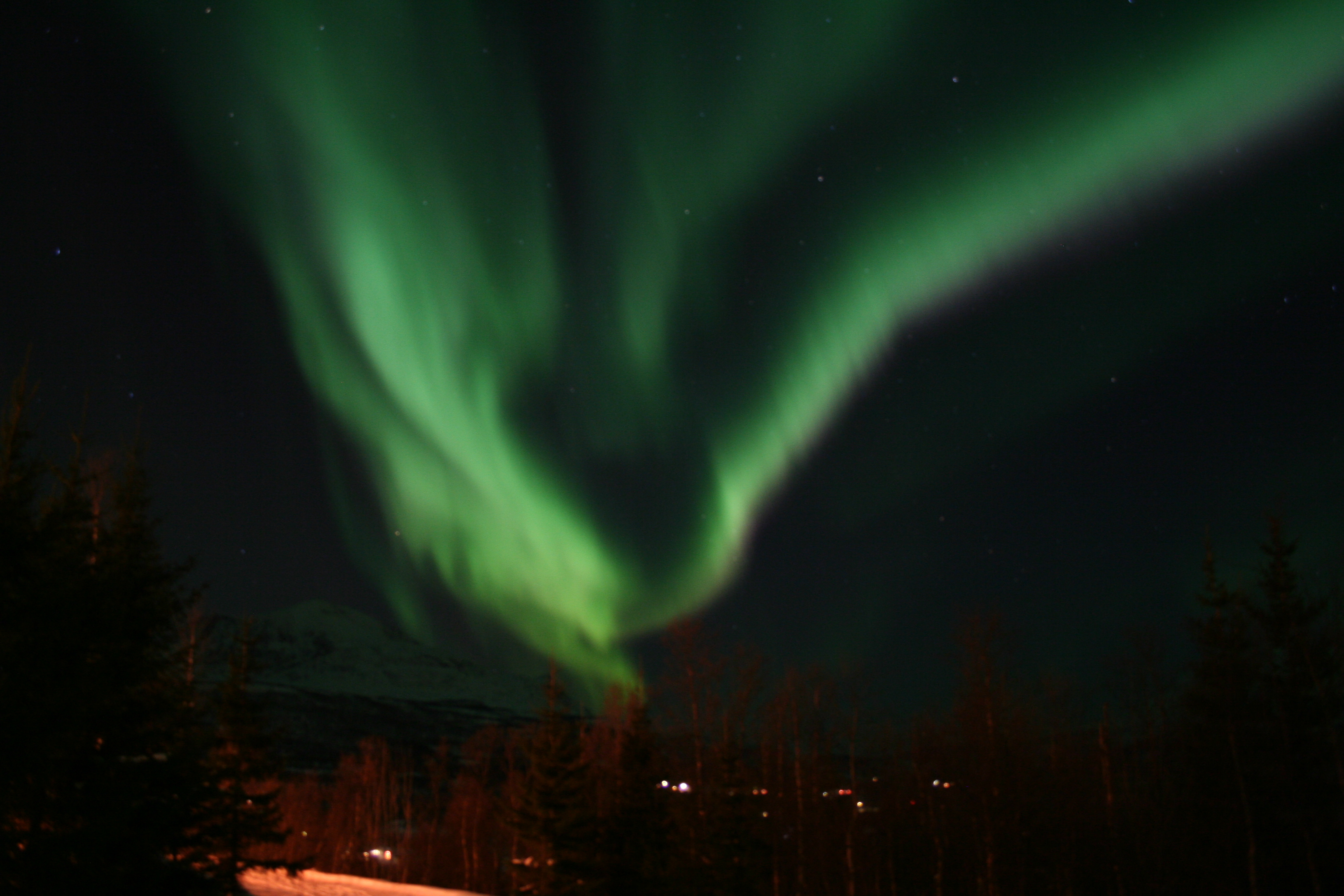
サランゲン（英語版）の北極光
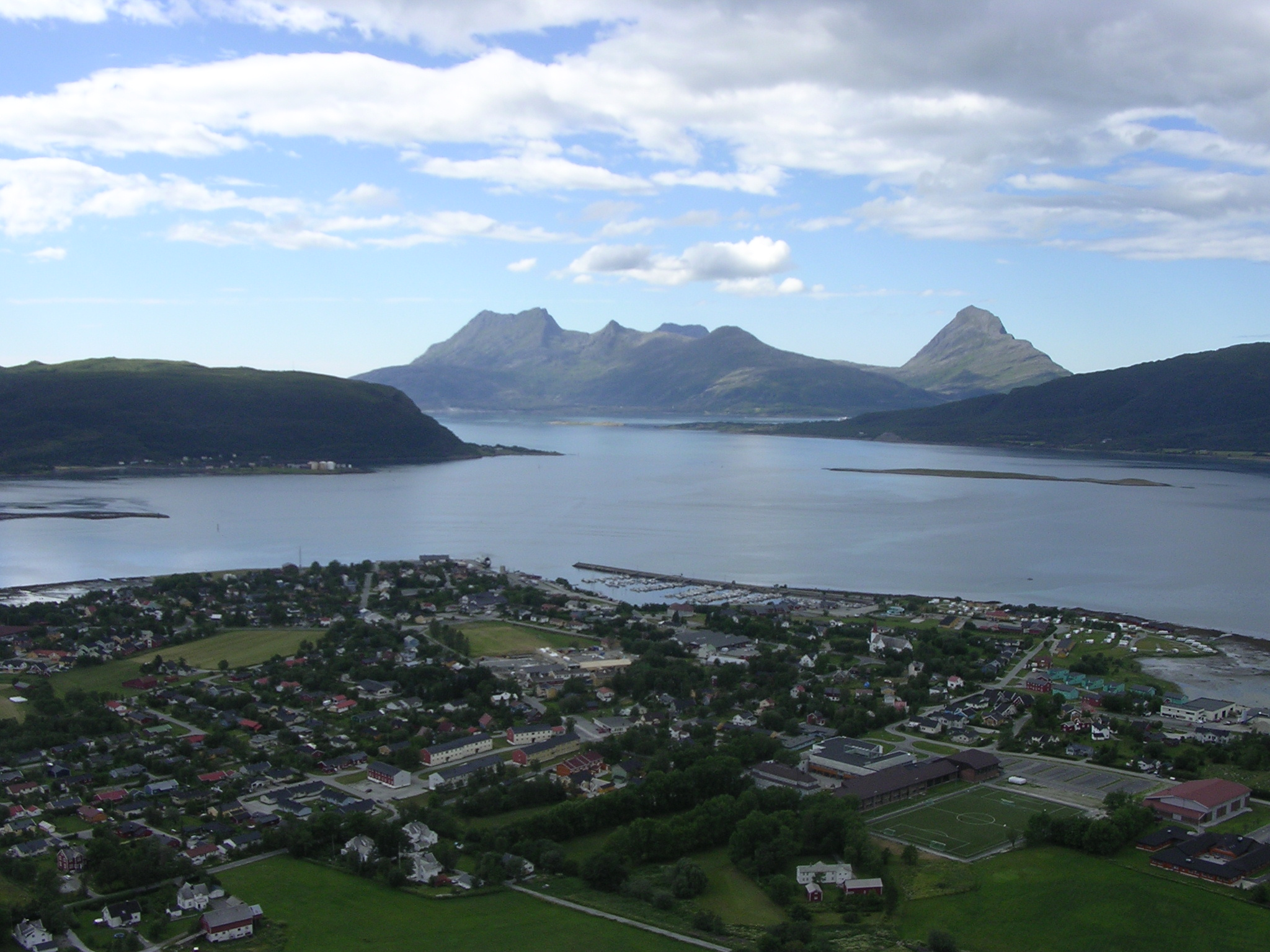
ヘルゲランのネスナ。北部地域の沿岸部は内陸部よりもかなり暖かい。
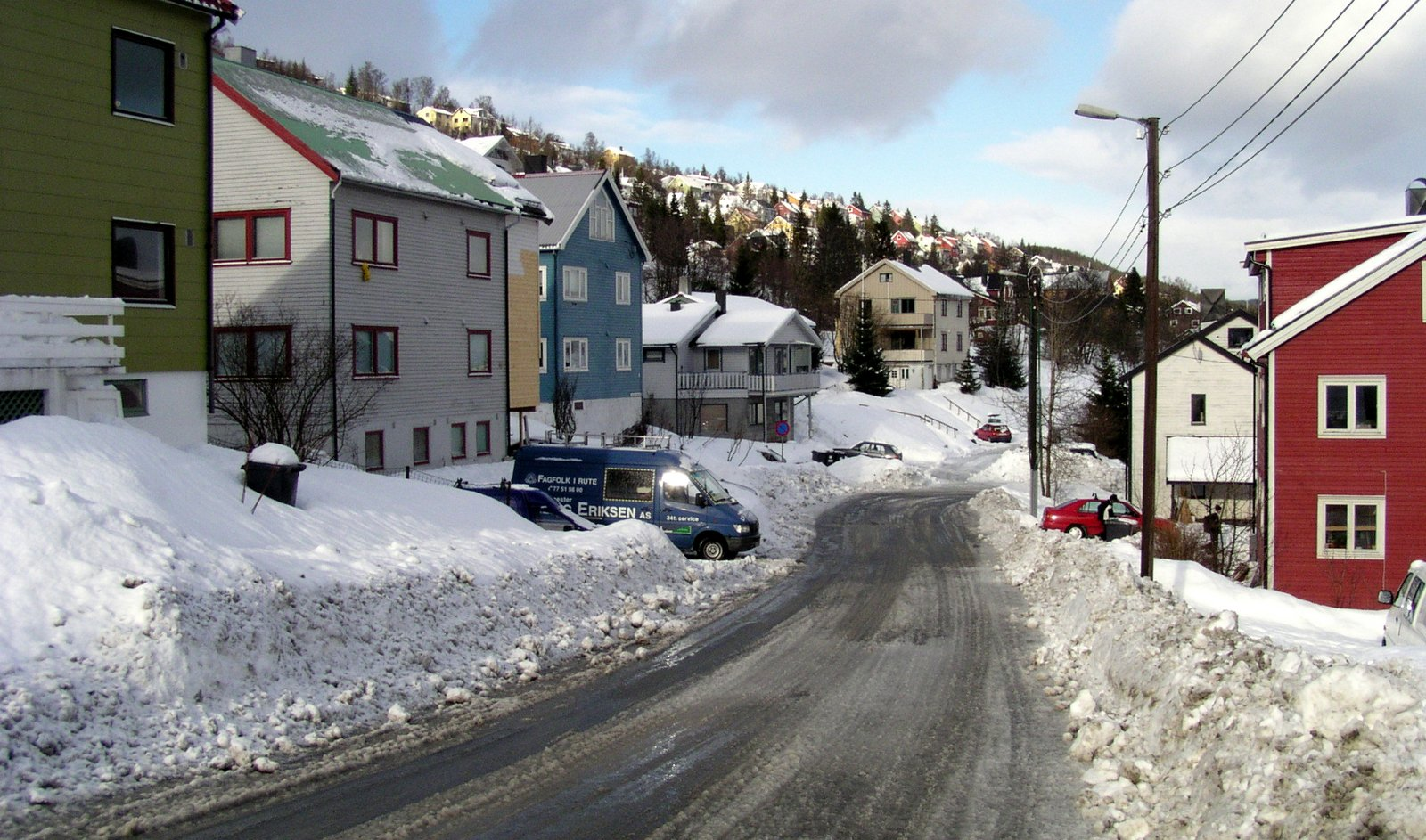
トロムソ通り。殆どの地区が何か月も雪に覆われるが、冷気からの断熱材の役割も果たす。
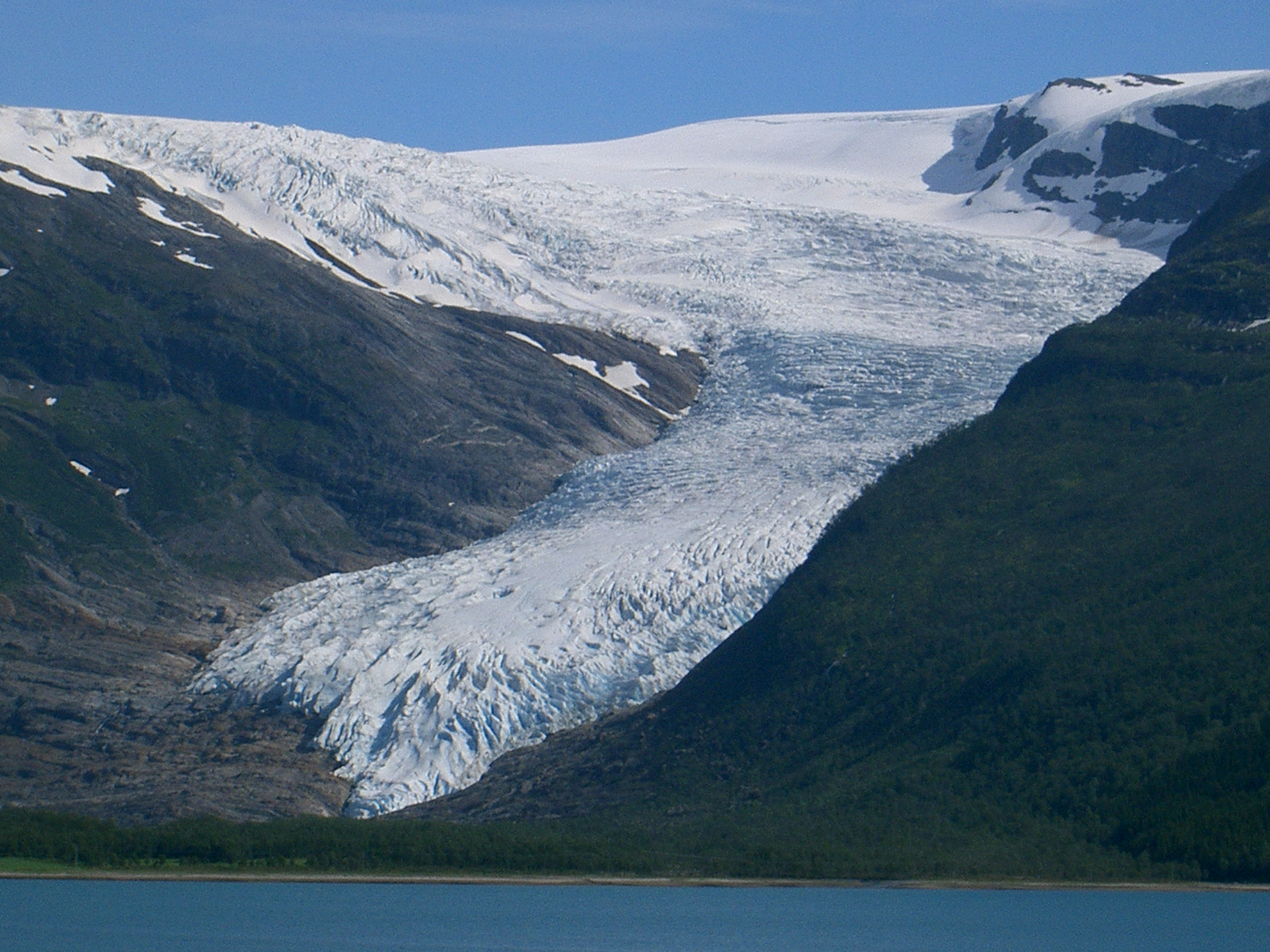
冬の重い雪がスヴァルティセン氷河を作る。山の西側はグロム・フィヨルドのように年間2,000mmの雨が降る。
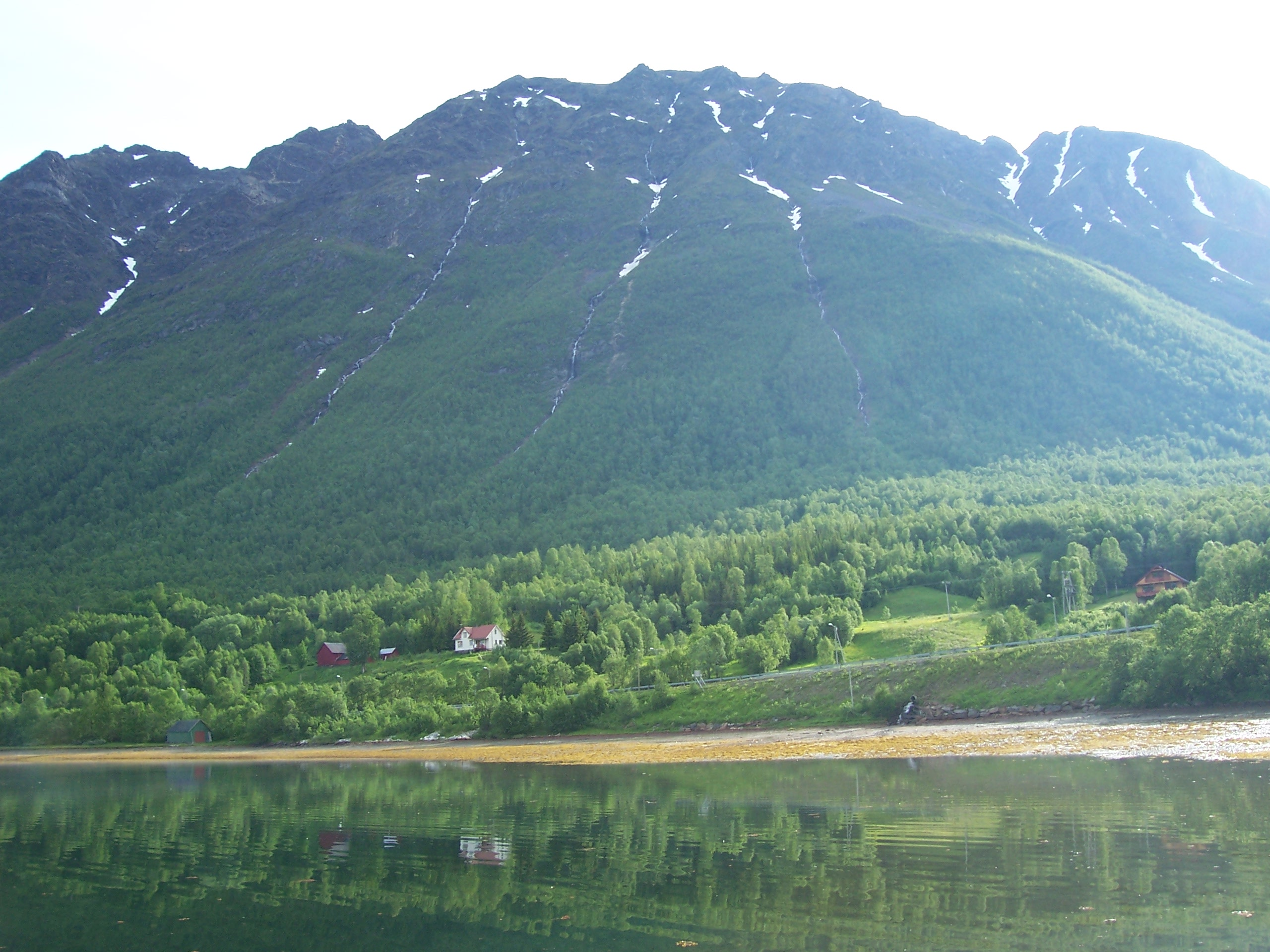
トロムソのラム・フィヨルド。冬には氷釣が出来る。

## 都市
ノールノルゲの主な都市は以下の通り。
| # | 都市             | 人口   | 県             |
| - | ---------------- | ------ | -------------- |
| 1 | トロムソ         | 77,992 | トロムス県     |
| 2 | ボードー         | 52,803 | ヌールラン県   |
| 3 | ハーシュタ       | 24,804 | トロムス県     |
| 4 | ナルヴィク       | 21,530 | ヌールラン県   |
| 5 | アルタ           | 21,144 | フィンマルク県 |
| 6 | モー・イ・ラーナ | 18,866 | ヌールラン県   |
| 7 | モーシェーン     | 9,794  | ヌールラン県   |
| 8 | ハンメルフェスト | 4,827  | フィンマルク県 |

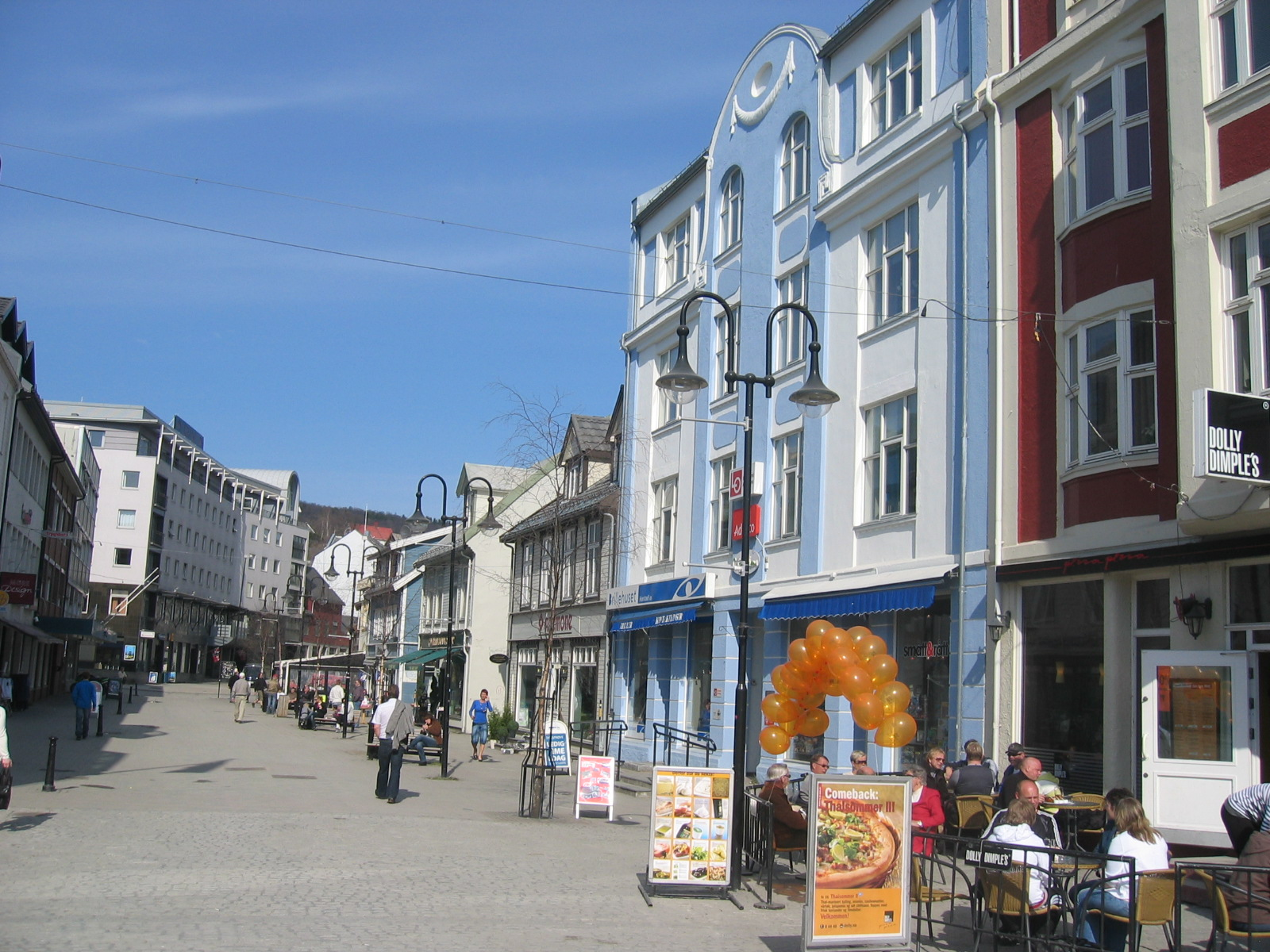
暖かい5月の日中のハルスタドの通り
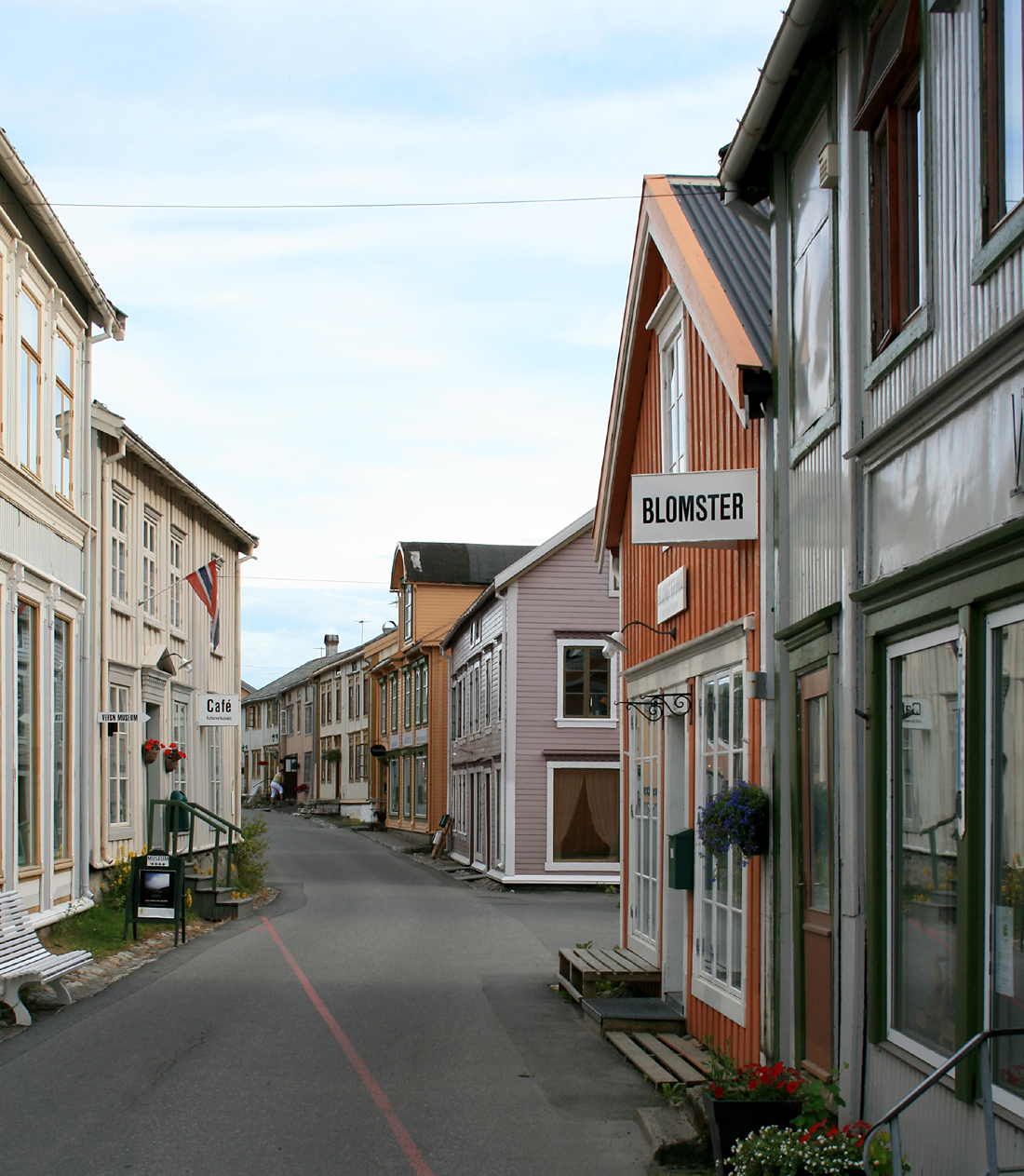
19世紀の木造の現存する最長の通り。モショエンのショガタ。

## 交通
ヨーロッパの最北に位置する北部地域は、ここ数十年で急速に交通が改善した。道路網が全ての市町村を繋ぐ。最重要道路はE6号線、E8号線、E10号線である。オスロ空港に直結しているのはトロムソ空港、ボードー空港、エヴェネス空港、アルタ空港、キルケネス空港、バルドゥフォス空港、ブロンノイ空港、サンドネッショエン空港である。殆どの都市には近距離用の小さな空港が有る。ボードー、ファウスケ、モー・イ・ラーナ、モショエンからは北部線でトロンハイムやオスロまで行ける。ナルヴィクからは東のスウェーデンやストックホルムまで行ける。フッティルーテンは多くの港を結んでいる。北部地域で必要な物資は、ボードーやナルヴィクに鉄道輸送した後、トラックに乗せ換えて輸送する。オスロ→ナルヴィク便が中心である。鉄道は魚等の輸出品を乗せて南に帰る。

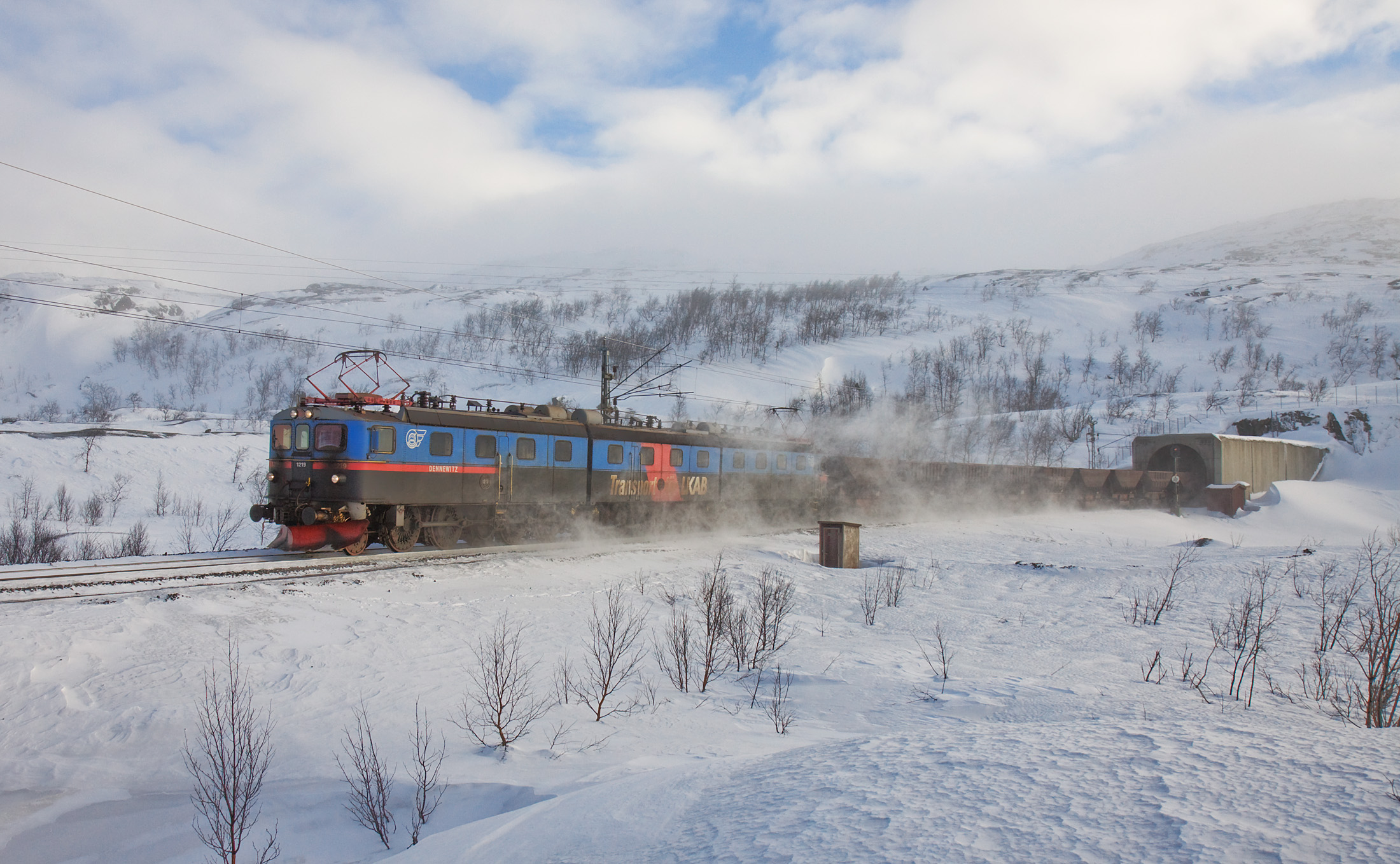
スウェーデンからナルヴィクに向かい山越えをするオーフォート鉄道。ナルヴィク港は鉄鉱石を輸出するノルウェー最大の港である。
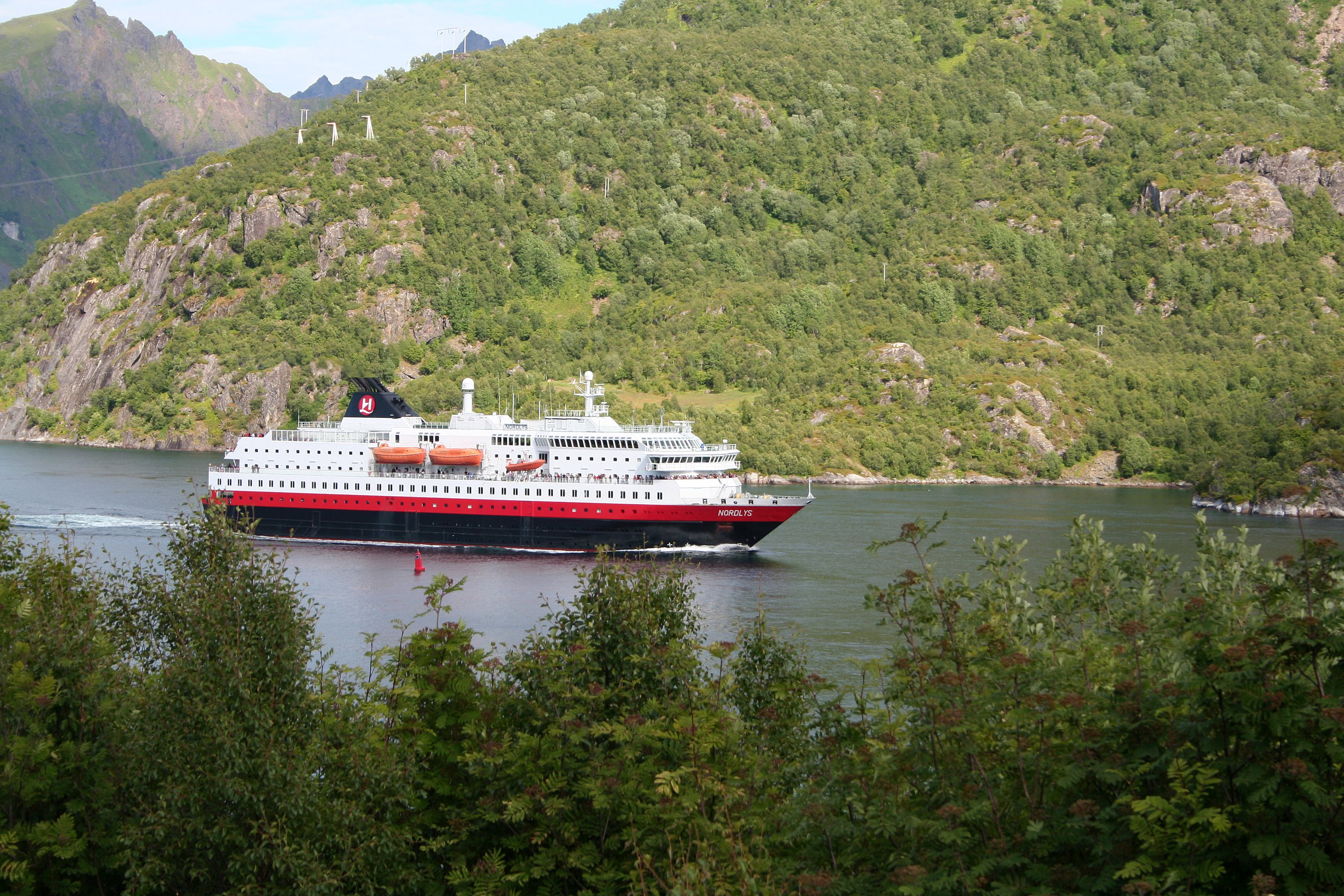
トロル・フィヨルド近くのラフトスンを航行するフッティルーテン
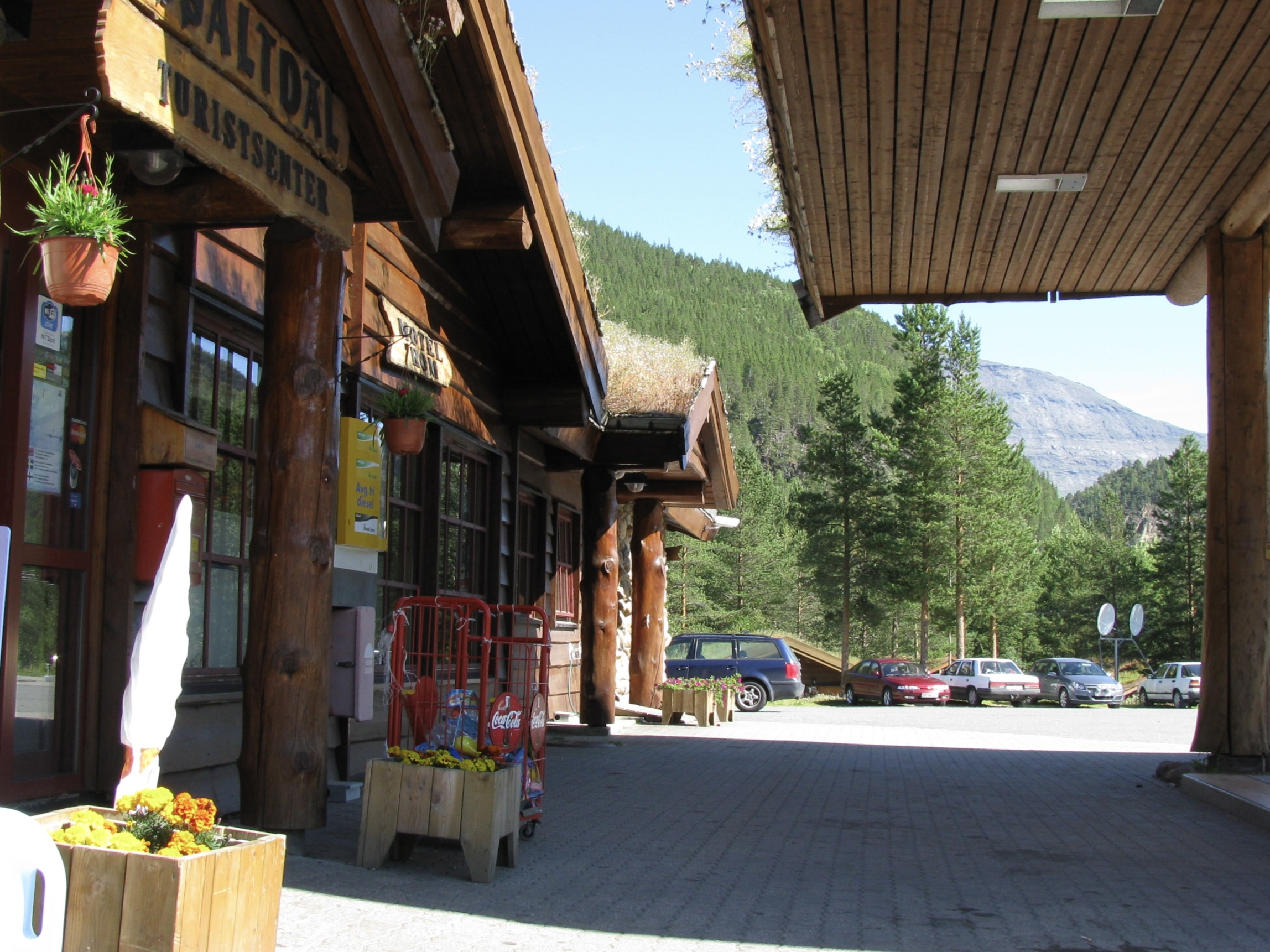
E6号線は北への主要道である。北極圏のすぐ北のサルトダルのストリョルド。

## 著名人
- クヌート・ハムスン (Knut Hamsun, 1859年 - 1952年)：作家。1920年にノーベル文学賞を受賞。
- ゲイル・ルンデスタッド (Geir Lundestad, 1945年 - )：歴史学者。ノーベル研究所所長。
- レネ・マーリン (Lene Marlin Pedersen, 1980年 - )：歌手
- モアテン・ガムスト・ペデルセン (Morten Gamst Pedersen, 1981年 - )：サッカー選手。